# Федорівська сільська рада (Столинський район)
Федорівська сільська́ ра́да (біл. Фядорскі сельсавет) — адміністративно-територіальна одиниця у складі Столинського району Берестейської області Білорусі. Адміністративний центр — село Федори.

## Склад
Населені пункти, що підпорядковувалися сільській раді станом на 2009 рік:
| Населений пункт | Тип  | Населення, осіб (2009) |
| --------------- | ---- | ---------------------- |
| Нечатово        | село | 227                    |
| Федори          | село | 1049                   |

## Населення
За переписом населення Білорусі 2009 року чисельність населення сільської ради становила 1276 осіб.

### Національність
Розподіл населення за рідною національністю за даними перепису 2009 року:
| Національність            | Осіб | Відсоток |
| ------------------------- | ---- | -------- |
| білоруси                  | 1220 | 95,61 %  |
| росіяни                   | 29   | 2,27 %   |
| українці                  | 22   | 1,72 %   |
| азербайджанці             | 2    | 0,16 %   |
| удмурти                   | 2    | 0,16 %   |
| національність не вказана | 1    | 0,08 %   |
| Разом                     | 1276 | 100 %    |